# Floarea Calotă
Floarea Calotă (n. 27 martie 1956, satul Beuca, județul Teleorman) este o cântăreață de muzică populară românească și fostă parlamentară. A deținut demnitatea de deputat în legislatura 1990-1992, când a fost aleasă în județul Teleorman pe listele partidului Frontul Salvării Naționale, sub numele Floarea Calotă Lupu și în legislatura 1992-1996, când a fost aleasă în același județ pe listele Partidului Democrației Sociale din România.
În 1978 a obținut trofeul „Floarea din grădină”.

## Biografie
A fost căsătorită cu pictorul Nicolae Lupu.

## Filmografie
- Începutul adevărului (Oglinda) (1994)

## Discografie
| A1 | Doina Plugului          |
| B1 | Dine, Dine, Constandine |
| B2 | Pe De-alături Cu drumul |

| A1  | Tot Iubind Prin Teleorman       |
| A2  | De-ai Veni Neicuță, Mîine       |
| A3  | Balada Bogatului Și A Săracului |
| A4  | Leagă Doru-n Basma Albă         |
| A5  | Lume, Lume, Ce-ai Cu Mine       |
| A6  | Du-te Dor, La Roșiori           |
| B7  | Haida, Haida, Frățioare         |
| B8  | Ioane Din Teleorman             |
| B9  | Busuioc Cu Floarea-n Rouă       |
| B10 | Am O Dragoste-ntr-un Loc        |
| B11 | Ioană Din Ionele                |
| B12 | Ce-o Avea Avea Lumea Cu Mine    |

| A1  | Cucule De Pe Resteu           |
| A2  | Pe La '907                    |
| A3  | Dragoste De Mult Uitată       |
| A4  | Busuioc Verde Pe Masă         |
| A5  | Pe Dealul Cu Liliacul         |
| A6  | Frunzulița Plopului           |
| B7  | Cucule Cu Pană Albastră       |
| B8  | Hai Neică, Prin Teleorman     |
| B9  | Dragoste Cu Lipitoare         |
| B10 | Bate Vîntul Și Adie           |
| B11 | Inimioară, Inimioară          |
| B12 | Cum Mai Calci Neică, Pămîntul |

| A1  | Strugurel Bătut De Brumă    |
| A2  | Pe-o Uliță Strîmtă          |
| A3  | Cînd Trăiam La Mama Mea     |
| A4  | Ține-mă, Viață, Pe Lume     |
| A5  | Lasă Vîntul Să Mă Bată      |
| A6  | Măi, Băiete, Băiețele       |
| B7  | Mamă, De-aș Mai Fi Iar Fată |
| B8  | Ionel Al Florilor           |
| B9  | Ce-am Auzit, Neiculiță      |
| B10 | Neiculiță, Floare Dulce     |
| B11 | Măi Neicuță, Supărat        |
| B12 | Mă Miram, Lume, Miram       |

| A1  | Strugurel, Bătut De Brumă   |
| A2  | Pe-o Uliță Strîmtă          |
| A3  | Cînd Trăiam La Mama Mea     |
| A4  | Ține-mă, Viață, Pe Lume     |
| A5  | Lasă Vîntul Să Mă Bată      |
| A6  | Măi, Băiete, Băiețele       |
| A7  | Lume, Lume, Ce-ai Cu Mine   |
| A8  | Du-te, Dor, La Roșiori      |
| B9  | Mamă, De-aș Mai Fi Iar Fată |
| B10 | Ionel Al Florilor           |
| B11 | Ce-am Auzit, Neiculiță      |
| B12 | Neiculiță, Floare Dulce     |
| B13 | Măi, Neicuță, Supărat       |
| B14 | Mă Miram Lume, Miram        |
| B15 | Pe Dealul Cu Liliacul       |
| B16 | Dragoste De Mult Uitată     |

| A1  | Așa Mi-a Fost Mie Dat      |
| A2  | Pe Deal La Teleormănel     |
| A3  | Cucule Cu Pana Sură        |
| A4  | Lună, Sprâncenușa Ta       |
| A5  | Cât E Burdea De Cotită     |
| A6  | Am Avut Un Vis Azi-Noapte  |
| A7  | Primăvară, Surioară        |
| B8  | Cântecul Lui Iancu Jianu   |
| B9  | Măi, Neicuță, Constandine  |
| B10 | Costandine, Constandine    |
| B11 | Colea Pe Teleormănel       |
| B12 | Cântec La Gătitul Miresei  |
| B13 | Neică Al Meu, Ăl De Demult |
| B14 | Asta-i Horă Din Câmpie     |

| A1 | Ce Am Eu De La O Vreme       |
| A2 | Ține-o, Doamne, Pe Ioana!    |
| A3 | Lume, Lume, Mi-ai Fost Dragă |
| A4 | Mă Culcai În Drum 'nadins    |
| A5 | De Oftat Ce-am Mai Oftat     |
| A6 | De Când E Pământul           |
| B1 | Vino-ncoa, Dadă Ioană!       |
| B2 | Așa Cu Drag Mi-a Căzut       |
| B3 | Arză-te Focul, Război!       |
| B4 | Norocel, Noroc, Noroc        |
| B5 | Măi Băiete, Băiețele         |
| B6 | Dragul Dadii, Pui Răzleț     |

| A1 | Ce Am Eu De La O Vreme       |
| A2 | Ține-o Doamne, Pe Ioana!     |
| A3 | Cântecul Florii De Cicoare   |
| A4 | De Când E Pământul           |
| A5 | Lume, Lume, Mi-ai Fost Dragă |
| A6 | Mă Culcai În Drum 'nadins    |
| A7 | De Oftat Ce-am Oftat Eu      |
| B1 | Vino-ncoa, Dadă Ioană!       |
| B2 | Așa Cu Drag Mi-a Căzut       |
| B3 | Ardă-te Focul, Război!       |
| B4 | Strânge Omul Ca Furnica      |
| B5 | Măi Băiete, Băiețele         |
| B6 | Norocel, Noroc, Noroc        |
| B7 | Dragul Dadii, Pui Răzleț     |

| 1  | Lume, Lume, Mi-ai Fost Dragă |
| 2  | Ce Am Eu De La O Vreme       |
| 3  | Cântecul Florii De Cicoare   |
| 4  | Ține-o, Doamne, Pe Ioana!    |
| 5  | Măi, Băiete, Băiețele        |
| 6  | De Când E Pământul           |
| 7  | De Oftat Ce-am Oftat Eu      |
| 8  | Mă Culcai În Drum-nadins     |
| 9  | Vino-ncoa, Dadă Ioană!       |
| 10 | Du-te Dor, La Roșiori!       |
| 11 | Așa Cu Drag Mi-a Căzut       |
| 12 | Ce-am Auzit, Neiculiță       |
| 13 | Strugurel Bătut De Brumă     |
| 14 | Neiculiță, Floare Dulce      |
| 15 | Pe Dealul Cu Liliacul        |
| 16 | Mamă, De-aș Mai Fi Iar Fată  |
| 17 | Lume, Lume, Ce-ai Cu Mine    |
| 18 | Dragoste De Mult Uitată      |
| 19 | Ionel Al Florilor            |
| 20 | Lasă Vântul Să Mă Bată       |
| 21 | Mă Miram, Lume, Miram        |
| 22 | Ține-mă, Viață, Pe Lume!     |

| 1  | Picături De Untdelemn         |
| 2  | La Bolintinul Din Vale        |
| 3  | Ioane Din Teleorman           |
| 4  | Spune, Măiculiță, Spune       |
| 5  | Pe Ulița Armenească           |
| 6  | Am Iubit Și-am Să Iubesc      |
| 7  | Bălănuș, Bălan, Bălan         |
| 8  | De La Moară Pân' La Gară      |
| 9  | Pelin Beau, Pelin Mănânc      |
| 10 | Cine Mă Puse Pe Mine          |
| 11 | Pustia De Noapte Mică         |
| 12 | Cântecul Chirigiului          |
| 13 | Inimioară, Inimioară          |
| 14 | De-ar Fi Noaptea Trei Concace |
| 15 | Un Țigan Avea O Casă          |
| 16 | Lume, Lume, Soro Lume         |
| 17 | Pe Vale, Țațo, Pe Vale        |
| 18 | Piatra, Piatră, De E Piatră   |
| 19 | Trei Focuri Arde Pe Lume      |

| A1  | Picături De Untdelemn        |
| A2  | La Bolintinul Din Vale       |
| A3  | Ioane Din Teleorman          |
| A4  | Spune, Măiculiță, Spune      |
| A5  | Inimioară, Inimioară         |
| A6  | Am Iubit Și-am Să Iubesc     |
| A7  | Bălănuș, Bălan, Bălan        |
| B8  | Pelin Beau, Pelin Mănânc     |
| B9  | Pe Ulița Armenească          |
| B10 | Pustia De Noapte Mică        |
| B11 | Cântecul Chirigiului         |
| B12 | De-ar Fi Noaptea Trei Conace |
| B13 | Un Țigan Avea O Casă         |
| B14 | Cine Mă Puse Pe Mine         |
| B14 | Pe Vale, Țațo, Pe Vale       |

| 1  | Fa Dădică!                   |
| 2  | Cântecul Săbărelului         |
| 3  | Constandine, Constandine     |
| 4  | Pe Drumul Mânăstriresc       |
| 5  | Măi Morare, Dumneata         |
| 6  | Dorul Meu E Numai Dor        |
| 7  | Cât e Burdea De Cotită       |
| 8  | Spune, Spune, Pui De Corb    |
| 9  | Puiul Meu Din Dealul Cernii  |
| 10 | Aseară Pe La O Vreme         |
| 11 | Bordeiaș, Bordei, Bordei     |
| 12 | Care Cuc Mi-a Cântat Mie     |
| 13 | Pădure, Pădure Verde         |
| 14 | Aș Ofta Să-mi Iasă Focu'     |
| 15 | Dac-aș Ști Că Mor Ca Mâine   |
| 16 | Geaba Mă Mai Duc Acasă       |
| 17 | De Unde Vii Tu, Măi Lele     |
| 18 | N-o Să Trăiești Cât Pământul |
| 19 | Haida, Haida, Frățioare      |

| A1  | Fa Dădică!                   |
| A2  | Cântecul Săbărelului         |
| A3  | Constandine, Constandine     |
| A4  | Pe Drumul Mânăstriresc       |
| A5  | Măi Morare, Dumneata         |
| A6  | Dorul Meu E Numai Dor        |
| A7  | Cât e Burdea De Cotită       |
| B8  | Spune, Spune, Pui De Corb    |
| B9  | Puiul Meu Din Dealul Cernii  |
| B10 | Aseară Pe La O Vreme         |
| B11 | Bordeiaș, Bordei, Bordei     |
| B12 | Care Cuc Mi-a Cântat Mie     |
| B13 | Pădure, Pădure Verde         |
| B14 | Aș Ofta Să-mi Iasă Focu'     |
| B15 | Dac-aș Ști Că Mor Ca Mâine   |
| B16 | Geaba Mă Mai Duc Acasă       |
| B17 | De Unde Vii Tu, Măi Lele     |
| B18 | N-o Să Trăiești Cât Pământul |
| B19 | Haida, Haida, Frățioare      |

| 1  | Constandine, Constandine    |
| 2  | Dorul Meu E Numai Dor       |
| 3  | Cât E Burdea De Cotită      |
| 4  | Bordeiaș, Bordei, Bordei    |
| 5  | Aș Ofta Să-mi Iasă Focul    |
| 6  | De Unde Vii Tu Măi, Lele?   |
| 7  | Așa Cu Drag Mi-a Căzut      |
| 8  | Ce-am Auzit, Neiculiță      |
| 9  | Lume, Lume, Ce-ai Cu Mine?  |
| 10 | Picături De Untdelemn       |
| 11 | Ioane Din Teleorman         |
| 12 | Am Iubit Și-am Să Iubesc    |
| 13 | Cine Mă Puse Pe Mine        |
| 14 | Cântecul Chirigiului        |
| 15 | Piatra, Piatră, De E Piatră |

## Premii și distincții
2000 - Premiul „Ethnos”